# Typhlops socotranus
Typhlops socotranus este o specie de șerpi din genul Typhlops, familia Typhlopidae, descrisă de Boulenger 1889. Conform Catalogue of Life specia Typhlops socotranus nu are subspecii cunoscute.